# Mačka među golubovima
Mačka među golubovima (izdan 1959.) je roman "kraljice krimića" u kojem se pokazuje njen poseban način pisanja.

## Radnja
Početak je školske godine u elitnoj školi za djevojke Meadowbank. Naizgled sve je normalno, kao u bilo kojoj školi na svijetu. Međutim, u najboljem stilu "kraljice krimića" redaju se neobični događaji, isprepleću međunarodne intrige, umorstva, a sve upletene osobe - učenice, profesorice i osoblje škole možda i nisu ono za šta se predstavljaju. Naravno, tu je vrhunski privatni istražitelj Hercule Poirot.

## Ekranizacija
Ekraniziran je u jedanaestoj sezoni (2008.–09.) TV serije Poirot s Davidom Suchetom u glavnoj ulozi.

## Poveznice
- Mačka među golubovima  Arhivirana inačica izvorne stranice od 14. srpnja 2014. (Wayback Machine) na Agatha-Christie.net, najvećoj domaćoj stranici obožavatelja Agathe Christie